# Costume du monde antique

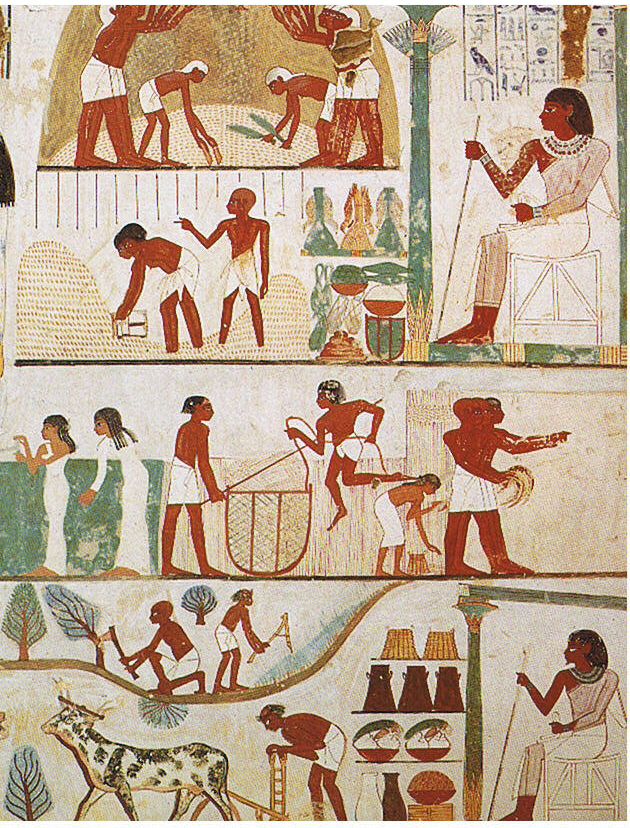
Activités agricoles dans l'Égypte antique, peinture de la Tombe de Nakht.

Dans l'Antiquité, la mode et les types de vêtements utilisés par chaque peuple  reflétaient fortement les technologies maîtrisées par ces peuples. L'archéologie porte un grand intérêt à cet aspect de la vie, car les fibres de tissu et les cuirs se conservent bien à travers le temps. Ce sont, en outre, des témoignages sur la position sociale des individus qui les portaient et sur leur rang social.